# Úrsula Prats
Úrsula Prats (Ciudad de México, México; 26 de julio de 1960) es una actriz mexicana de cine y televisión. 
Es conocida por trabajar como antagonista en las telenovelas en las que se destacan Tú o nadie, Tormenta en el paraíso y Monte Calvario.

## Biografía
Úrsula Prats es una actriz mexicana que comenzó su trayectoria en la telenovela Secreto de confesión en 1980. Un año más tarde haría un pequeño papel como "Carmen" junto al inolvidable Mario Moreno "Cantinflas" en El Barrendero (una de sus últimas películas). Tiempo después Ernesto Alonso se fijó en su talento y le ofreció su primer y único protagónico en la telenovela Conflictos de un médico. 
Encarnó a "Maura" en la telenovela Tú o nadie junto a Lucía Méndez y Andrés García. 
En TV Azteca regresó a la televisión con las telenovelas Azul tequila, Besos prohibidos y Como en el cine. 
En 2007 se regresa a las filas de Televisa en la producción de Juan Osorio Tormenta en el paraíso y en 2008 se une al elenco de la telenovela Un gancho al corazón. 
En 2009 interpretó a "Matilde" en la telenovela Mi pecado en la cual actuó junto a Maite Perroni y Eugenio Siller.
Actualmente se encuentra retirada de la farándula.

## Filmografía

### Telenovelas
- Triunfo del amor (2010-2011) - Roxana de Alba
- Hasta que el dinero nos separe (2009-2010) - Manuela Olivares
- Mi pecado (2009) - Matilde Molina Vda. de Mendizábal
- Un gancho al corazón (2008-2009) - Jacqueline Moncada de Lerdo de Tejada
- Tormenta en el paraíso (2007-2008) - Luisa Linares Vda. de Durán
- Como en el cine (2001-2002) - Nieves Mendoza Vda. de Borja
- Besos prohibidos (1999) - Dora Elena
- Azul tequila (1998) - Hilda
- Pobre señorita Limantour (1987) - Greta Torreblanca
- Monte Calvario  (1986) - Olivia Montero Narváez
- Tú o nadie (1985) - Maura Valtierra Cortázar
- Amor ajeno (1983-1984) - Úrsula Enríquez
- Al final del arco iris (1982) - Alejandra
- Quiéreme siempre (1981-1982) - Giuliana Morat
- Secreto de confesión (1980) - Carmela
- Conflictos de un médico (1980) - Aura Cristina Morales

### Programas
- Como dice el dicho (2012-2013) - Estrella / Celia (2 episodios)

### Cine
- Contrabando y muerte (1986)
- Judicial 2 (1985)
- No vale nada la vida (1984)
- El barrendero (1981) - Lupita
- 357 Magnum (1979)

## Premios y nominaciones

### Premios TVyNovelas
| Año  | Categoría     | Telenovela               | Resultado |
| ---- | ------------- | ------------------------ | --------- |
| 1988 | Mejor villana | Pobre señorita Limantour | Nominada  |
| 1987 | Mejor villana | Monte Calvario           | Nominada  |
| 1986 | Mejor villana | Tú o nadie               | Nominada  |
| 1984 | Mejor villana | Amor ajeno               | Nominada  |

### TV Adicto Golden Awards
| Año  | Categoría     | Telenovela             | Resultado |
| ---- | ------------- | ---------------------- | --------- |
| 2008 | Mejor retorno | Tormenta en el paraíso | Ganadora  |